# Бандрабуа
Бандрабуа́ (фр. Bandraboua) — муніципалітет у Франції, в заморському департаменті Майотта. Населення — 9013 осіб (2007).
Муніципалітет розташований на відстані близько 8200 км на південний схід від Парижа, 15 км на північний захід від Мамудзу.